# Дір-Лейк (Мічиган)
Дір-Лейк — озеро в американському штаті Мічиган, розташоване на північ від міста Ішпемінг . В 1980 році уряди США та Канади визнали озеро однією з 43 проблемних зон (AOC) у регіоні Великих озер. В озері було виявлено високий рівень ртуті, і було докладено зусиль, щоб зменшити кількість ртуті, що потрапляє в озеро. Через забруднення озеро Дір було визначено місцем «вилову та випуску», оскільки риба, виловлена в озері, була небезпечною для споживання. Наприкінці 2014 року озеро було вилучено зі списку AOC, одне з перших двох озер, які були виключені зі списку штату, і одне з трьох AOC, які отримали цей статус. За даними EPA, також були зняті обмеження на вилов риби.